# РД-859
Двигун РД-859 — ракетний двигун розробки КБ «Південне», використовувався як резервний у складі блоку двигунів місячного корабля, призначеного для м'якої посадки на поверхню Місяця, зльоту з поверхні Місяця і виведення місячного корабля на еліптичну орбіту штучного супутника Місяця. Був дублюючим двигуном основного двигуна місячного корабля — РД-858.
Автономний двокамерний однорежимний двигун дворазового включення з регулюванням тяги, з турбонасосною системою подачі самозаймистих компонентів палива, виконаний за схемою без допалювання генераторного газу.
Робоче тіло турбіни — газ, що вироблявся у газогенераторі при згорянні основних компонентів палива. При запусках піростартери розкручували ротор турбонасосного агрегату (ТНА). Клапани входу при запусках відкривались газом з колекторів піростартерів. Управління клапанами здійснювалось тиском пального на виході з насоса. Вимкнення двигуна забезпечувала система управління за допомогою піроклапанов. Двигун мав системи регулювання тяги і підтримки співвідношення компонентів палива.

## Параметри двигуна
| Тяга в порожнині, разом з тягою вихлопних сопел ТНА, кгс                                           | 2045                          |
| Діапазон регулювання тяги, %                                                                       | ±9,8                          |
| Питомий імпульс тяги в порожнині, кгс×с/кг                                                         | 312                           |
| Маса двигуна, кг                                                                                   | 57                            |
| Абсолютний тиск у камері згоряння, кгс/см2                                                         | 80                            |
| Абсолютний тиск на зрізі сопла камери, кгс/см2                                                     | 0,07                          |
| Масове співвідношення компонентів палива                                                           | 2                             |
| Відхилення масового співвідношення компонентів палива від номінального значення, %                 | 3                             |
| Компоненти палива                                                                                  |                               |
| окисник                                                                                            | азотний тетраоксид            |
| пальне                                                                                             | несиметричний диметилгідразин |
| Мінімальний абсолютний тиск компонентів палива при подачі у двигун при температурі +35 °C, кгс/см2 |                               |
| окисника                                                                                           | 3,6                           |
| пального                                                                                           | 1,5                           |
| Загальний час роботи, с                                                                            | до 400                        |
| зокрема                                                                                            |                               |
| при першому вмиканні                                                                               | 3                             |
| при другому вмиканні                                                                               | до 400                        |